# Овчари (Лодзинське воєводство)
Овчари (пол. Owczary) — село в Польщі, у гміні Мнішкув Опочинського повіту Лодзинського воєводства.
Населення — 150 осіб (2011).
У 1975-1998 роках село належало до Пйотрковського воєводства.

## Демографія
Демографічна структура станом на 31 березня 2011 року:
|          | Загалом | Допрацездатний вік | Працездатний вік | Постпрацездатний вік |
| -------- | ------- | ------------------ | ---------------- | -------------------- |
| Чоловіки | 73      | 15                 | 51               | 7                    |
| Жінки    | 77      | 11                 | 49               | 17                   |
| Разом    | 150     | 26                 | 100              | 24                   |